# 馬庫斯·丹尼爾
馬庫斯·丹尼爾，OLY（1989年11月9日—），新西蘭網球運動員。他代表新西蘭隊參加了日本舉行的2020年夏季奧林匹克運動會，並且在男子雙打比賽上獲得銅牌。